# 波普勒維爾 (密西西比州)
波普勒維爾（英語：Poplarville）是一個位於美國密西西比州珀爾里弗縣的城市。根據2010年美國人口普查，該地共人口2,894人，而該地的面積約為10.00平方千米。同時該地也是珀爾里弗縣的縣治。

## 地理
波普勒維爾的座標為30°50′26″N 89°32′02″W / 30.84056°N 89.53389°W，而該地的平均海拔高度為97米（即318英尺）。